# Parque regional La Mandria
El parque regional La Mandria es un parque en la comunidad de Venaria Reale y Druento, cerca de Turín, en el norte de Italia. Fundada en 1978 por el consejo regional del Piamonte, ocupa una amplia zona entre el torrente del río Stura di Lanzo y la parte noroeste de Turín y Venaria.
Es el segundo parque cerrado más grande de Europa, con una superficie de unas 3000 hectáreas, delimitado por una muralla de 30 km de largo construida a mediados del siglo XIX por Víctor Manuel II de Italia, que se había instalado aquí en el castillo de la residencia de su esposa morganática, Rosa Vercellana. El parque incluía uno de los últimos vestigios del gran bosque que una vez cubrió toda la llanura del Po. La fauna incluye jabalíes y ciervos. El parque también cuenta con razas de carreras de caballos que se consideran en riesgo de extinción. Hay muchos accesos al parque: la puerta de la avenida Bella Rosina, Fiano y las puertas de Robassomero: Oslera Cascina, Cascina La Falchetta y Royal Park I Roveri, y por supuesto las de Turín.